# آلیس آیرس
آلیس آیرس (۱۲ سپتامبر ۱۸۵۹ – ۲۶ آوریل ۱۸۸۵) یک پرستار کودک انگلیسی بود که به دلیل شجاعتش در نجات کودکان تحت مراقبتش از یک آتش‌سوزی خانگی مورد تقدیر قرار گرفت. آیرس به عنوان دستیار خانه و پرستار کودک برای خانواده برادرشوهر و خواهرش، هنری و مری آن چندلر، کار می‌کرد. خانواده چندلر یک مغازه فروش روغن و رنگ در خیابان یونیون در جنوب لندن داشتند و آیرس همراه با خانواده در بالای مغازه زندگی می‌کرد. در سال ۱۸۸۵، آتش‌سوزی در مغازه رخ داد و آیرس سه نفر از برادرزاده‌هایش را از ساختمان در حال سوختن نجات داد، اما خودش از پنجره سقوط کرد و دچار آسیب‌های مرگ‌بار شد. پس از انقلاب صنعتی، بریتانیا شاهد دوره‌ای از تغییرات اجتماعی بزرگ بود که در آن رسانه‌های خبری به سرعت در حال رشد، توجه بیشتری به فعالیت‌های طبقات فقیرتر جامعه نشان می‌دادند. نحوه مرگ آیرس باعث جلب توجه عمومی گسترده‌ای شد و تعداد زیادی از مردم در مراسم تشییع جنازه او شرکت کردند و در تأمین هزینه‌های یک یادبود مشارکت کردند. اندکی پس از مرگش، او به نوعی نماد سکولار دست یافت و به‌طور گسترده در فرهنگ عامه به تصویر کشیده شد. اگرچه اطلاعات کمی درباره زندگی او وجود داشت، اما به عنوان یک الگو به‌طور گسترده مورد استناد قرار گرفت. جنبش‌های اجتماعی و سیاسی مختلف، آیرس را به عنوان نمادی از ارزش‌های مورد نظر خود تبلیغ کردند. شرایط مرگ او تحریف شد تا این تصور ایجاد شود که او یک کارمند فداکار بود که حاضر به جان‌فشانی برای خانواده کارفرمایش شد، در حالی که او در واقع برای کودکان نزدیک به خودش جان‌فشانی کرده بود. در سال ۱۹۰۲، نام او به یادبود قهرمانان فداکار اضافه شد و در سال ۱۹۳۶ خیابانی نزدیک به محل آتش‌سوزی به افتخار او به نام خیابان آیرس تغییر نام یافت.

## کار با خانواده چندلر
آلیس آیرس در سال ۱۸۵۹ در یک خانواده پرجمعیت به دنیا آمد و هفتمین فرزند از ده فرزند جان آیرس، یک کارگر ساده بود. در دسامبر ۱۸۷۷، خواهر بزرگ‌ترش مری آن (که یازده سال از آلیس بزرگ‌تر بود) با هنری چندلر، یک فروشنده روغن و رنگ ازدواج کرد. چندلر صاحب یک مغازه در شماره ۱۹۴ خیابان یونیون در ساتارک بود.
در سال ۱۸۸۱، آیرس به عنوان دستیار خانه برای ادوارد ووکس، یک پزشک متخصص در بیماری‌های گوش و گلو، کار می‌کرد. تا سال ۱۸۸۵، او به عنوان دستیار خانه و پرستار کودک برای خانواده چندلر کار می‌کرد و با آنها زندگی می‌کرد. پس از مرگش، یکی از ساکنان محلی او را این‌گونه توصیف کرد: "او از آن آدم‌های پرسر و صدا نبود — آرام و باوقار بود و همیشه مشغول کارش بود." یکی دیگر از همسایه‌ها به مطبوعات گفت: "هیچ جشن و شادی، هیچ گردش و هیچ مراسم خانوادگی‌ای نمی‌توانست او را از وظایف خودتحمیل‌شده‌اش منصرف کند. بچه‌ها باید حمام می‌شدند و به رختخواب می‌رفتند، لباس‌ها باید دوخته می‌شدند، اتاق‌ها باید مرتب می‌شدند، سفره باید پهن می‌شد و شام باید با دقت آماده می‌شد، قبل از اینکه آلیس به فکر تفریح خودش بیفتد."

## آتشسوزی خیابان یونیون
مغازه چندلرها در خیابان یونیون، در گوشه یک ساختمان سه طبقه قرار داشت. خانواده در بالای مغازه زندگی می‌کردند، جایی که هنری و مری آن چندلر در یک اتاق خواب با پسر شش ساله‌شان هنری می‌خوابیدند، و آیرس در اتاقی در طبقه دوم با برادرزاده‌هایش، ادیث پنج ساله، الن چهار ساله و الیزابت سه ساله زندگی می‌کرد. در شب ۲۴ آوریل ۱۸۸۵، آتش‌سوزی در مغازه روغن و رنگ رخ داد و خانواده را در طبقات بالا به دام انداخت. باروت و بشکه‌های روغن در طبقات پایین ساختمان ذخیره شده بودند و باعث شدند آتش به سرعت گسترش یابد. اگرچه مغازه نزدیک به مقر سازمان آتش‌نشانی لندن بود و خدمات اضطراری به سرعت در محل حاضر شدند، اما زمانی که ماشین آتش‌نشانی رسید، شعله‌های شدیدی از پنجره‌های پایینی زبانه می‌کشید و قرار دادن نردبان برای آتش‌نشان‌ها غیرممکن بود. l
در همین حال، آیرس که تنها یک لباس خواب به تن داشت، سعی کرد به خواهرش برسد اما نتوانست از میان دود عبور کند. جمعیتی که در خارج از ساختمان جمع شده بودند خطاب به آیرس فریاد می‌زدند که خودش را به پایین پرت کند. اما او به جای این کار به اتاقی که با سه دختربچه زندگی می‌کرد بازگشت و یک تشک را از پنجره به بیرون پرتاب کرد و با دقت ادیث را روی آن انداخت. با وجود فریادهای بیشتر از پایین برای پریدن و نجات خودش، او از پنجره دور شد و الن را در آغوش گرفت و بازگشت. الن به آیرس چسبیده بود و نمی‌خواست رها شود، اما آیرس او را از ساختمان به بیرون پرتاب کرد و یکی از افراد جمعیت او را گرفت. آیرس برای سومین بار به داخل دود بازگشت و الیزابت را که به شدت مجروح شده بود در آغوش گرفت و او را با ایمنی روی تشک انداخت.
روغن و رنگ ذخیره شده در مغازه باعث شد آتش به‌صورت غیرقابل کنترل بسوزد و زمانی که آتش‌نشان‌ها بالاخره توانستند وارد ساختمان شوند، بقیه اعضای خانواده مرده یافت شدند. جسد هنری چندلر روی پله‌ها پیدا شد، در حالی که یک صندوق قفل‌شده پر از درآمد مغازه را در دست داشت. بقایای سوخته مری آن چندلر در کنار پنجره طبقه اول پیدا شد و جسد هنری شش ساله در کنار او بود. وضعیت آیرس رو به وخامت گذاشت و او در ۲۶ آوریل ۱۸۸۵ در بیمارستان گای درگذشت. آخرین کلمات او این‌گونه گزارش شده‌اند: "من بهترین تلاشم را کردم و دیگر نمی‌توانستم بیشتر تلاش کنم." الیزابت، آخرین کودکی که نجات یافته بود، دچار سوختگی شدید در پاهایش شده بود و اندکی پس از آیرس درگذشت.

### مراسم تشییع
جسد آیرس به سردخانه بیمارستان گای منتقل نشد، بلکه در اتاقی جداگانه قرار داده شد. ارزش تخمینی گل‌های تقدیمی به بیش از ۱۰۰۰ پوند (حدود ۱۳۶۰۰۰ پوند در سال ۲۰۲۵) رسید. آیرس پس از مرگ توسط انجمن سلطنتی نجات جان از آتش  که تحت کنترل هیئت متروپولیتن لندن بود، مورد تقدیر قرار گرفت و به پدرش جان آیرس مبلغ ۱۰ گینه (حدود ۱۴۳۰ پوند در سال ۲۰۲۵) اهدا شد. مراسم یادبود آیرس در کلیسای سنت سِویِر چنان جمعیت زیادی را به خود جذب کرد که برخی از عزاداران به دلیل کمبود جا نتوانستند وارد کلیسا شوند. جمع‌آوری کمک‌های مالی در این مراسم شامل ۹۵۱ سکه بود که مجموعاً بیش از ۷ پوند می‌شد. آیرس یک مراسم تشییع بزرگ عمومی داشت که بیش از ۱۰۰۰۰ نفر در آن شرکت کردند. تابوت او از خانه والدینش تا گورستان ایل‌ورث توسط ۱۶ آتش‌نشان حمل شد که به نوبت در گروه‌های چهار نفری این کار را انجام می‌دادند. مراسم کلیسا توسط گروهی از ۲۰ دختر بود که لباس سفید به تن داشتند و از مدرسه روستایی‌اب که آیرس در آن تحصیل کرده بود، شرکت کرده بودند. قرار بود این دختران تابوت را تا کنار قبر همراهی کنند و آواز بخوانند، اما یک توفان شدید تگرگ مانع از این کار شد.
هنری و مری آن چندلر در گورستان لمبت به همراه دو کودکی که در آتش‌سوزی جان باخته بودند، به خاک سپرده شدند. ادیث و الن چندلر توسط مدرسه کار یتیمان در کنتیش‌تاون پذیرفته شدند و به عنوان خدمتکار خانگی آموزش دیدند.

### یادبود

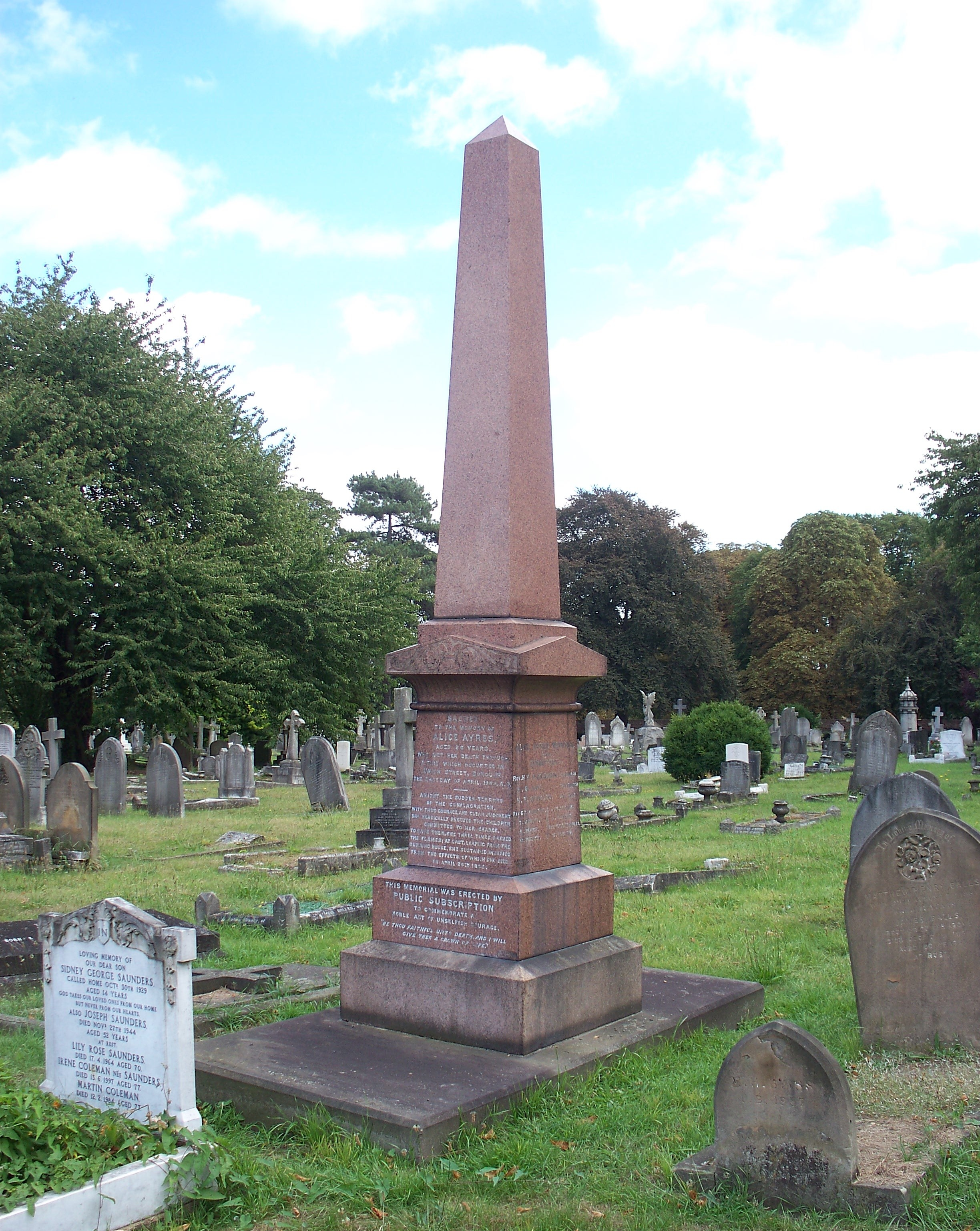
Alice Ayres's grave

اندکی پس از آتش‌سوزی، تصمیم گرفته شد که یک یادبود برای آیرس ساخته شود که هزینه‌های آن از طریق کمک‌های عمومی تأمین شود. تا اوت ۱۸۸۵ بیش از ۱۰۰ پوند (حدود ۱۴۰۰۰ پوند در سال ۲۰۲۵) جمع‌آوری شد. در ۱۵ اوت ۱۸۸۵ کار بر روی یادبود آغاز شد. این بنای یادبود در بالای قبر او در گورستان ایل‌ورث ساخته شد و طراحی آن الهام‌گرفته از سوزن کلئوپاترا بود که در سال ۱۸۷۸ در مرکز لندن نصب شده بود. این بنا به شکل یک ابلیسک گرانیتی قرمز به ارتفاع ۱۴ فوت (۴.۳ متر) بود و هنوز هم بلندترین نشانگر قبر در گورستان است. بر روی جلوی ابلیسک این جمله نوشته شده است:
به یادبود آلیس آیرس، ۲۶ ساله، که در آتش‌سوزی خیابان یونیون، بورو، در ۲۴ آوریل ۱۸۸۵ میلادی جان خود را از دست داد. در میان وحشت ناگهانی آتش، با شجاعت و قضاوت درست، او با قهرمانی کودکان تحت مراقبتش را نجات داد. برای نجات آن‌ها، او سه بار با شعله‌ها روبرو شد؛ در نهایت، با پریدن از ساختمان در حال سوختن، دچار آسیب‌هایی شد که منجر به مرگش در ۲۶ آوریل ۱۸۸۵ شد. این یادبود با کمک‌های عمومی به منظور بزرگداشت یک عمل شجاعانه و فداکارانه ساخته شد. 'وفادار باش به مرگ، و من تاج زندگی را به تو خواهم داد.'
"
در سمت راست بنای یادبود، نام ده عضو کمیته یادبود آلیس آیرس، به ریاست کشیش اچ. دبلیو. پی. ریچاردز، نوشته شده است. آتش‌سوزی خیابان یونیون و نجات کودکان توسط آیرس از همان ابتدا توجه عمومی زیادی را به خود جلب کرد و آتش‌سوزی، مرگ و تشییع جنازه آیرس، و جمع‌آوری کمک‌های مالی برای ساخت یادبود به‌طور مفصل در مطبوعات محلی و ملی و در سراسر بریتانیا گزارش شد.

## نماد سکولار
دولت بریتانیا به‌طور سنتی توجه کمی به فقرا نشان می‌داد، اما پس از انقلاب صنعتی، نگرش‌ها نسبت به دستاوردهای طبقات پایین‌تر جامعه در حال تغییر بود. رشد راه‌آهن، مکانیزه‌سازی کشاورزی و نیاز به نیروی کار در کارخانه‌های جدید درون شهری، اقتصاد فئودالی سنتی را از بین برده و باعث رشد سریع شهرها شده بود. افزایش نرخ سواد باعث شد کارگران عادی توجه بیشتری به رسانه‌ها و مسائل روز نشان دهند. در سال ۱۸۵۶، اولین نشان نظامی برای شجاعت که به همه رده‌ها تعلق می‌گرفت، یعنی صلیب ویکتوریا، تأسیس شد، و در سال ۱۸۶۶، مدال آلبرت، اولین نشان رسمی برای غیرنظامیان از همه طبقات، معرفی شد. علاوه بر این، تعدادی از سازمان‌های خصوصی و خیریه که به نجات جان انسان‌ها اختصاص داشتند، به‌طور برجسته‌ای انجمن سلطنتی انسان‌دوستانه (۱۷۷۶) و مؤسسه سلطنتی قایق‌های نجات (۱۸۲۴)، فعالیت‌های خود را افزایش دادند و جوایز و مدال‌هایی را به عنوان راهی برای تبلیغ فعالیت‌های خود و ارائه توصیه‌های نجات‌بخش اهدا می‌کردند.
نقاش و مجسمه‌ساز جورج فردریک واتس و همسر دومش، طراح و هنرمند مری فریزر تایلر، مدتها بود که از ایده هنر به عنوان نیرویی برای تغییر اجتماعی حمایت می‌کردند و بر این اصل تأکید داشتند که روایت‌ کارهای بزرگ می‌توانند راهنمایی برای حل مشکلات اجتماعی جدی شهرهای بریتانیا باشند. واتس اخیراً مجموعه‌ای از پرتره‌های شخصیت‌های برجسته‌ای که به نظر او تأثیر مثبت اجتماعی داشتند، به نام "تالار مشاهیر" را نقاشی کرده بود که به گالری ملی پرتره اهدا شد. از سال ۱۸۶۶، او پیشنهاد داده بود که یک بنای یادبود به عنوان مکمل این مجموعه ساخته شود تا شجاعت افراد عادی را جشن بگیرد.

## تصویر در ادبیات و هنر
امیلی آیلمر بلیک احتمالاً اولین شعر درباره آیرس را نوشت، که در یک گردهمایی اجتماعی در ژوئن ۱۸۸۵ آن را خواند. سر فرانسیس هستینگز دویل نیز شعری در تقدیر از آیرس سرود که با استقبال خوبی روبرو شد، و همچنین لورا اورمیستون چانت، یک اصلاح‌طلب اجتماعی پیشرو و فعال حقوق زنان، شعری در بزرگداشت او نوشت. تا اواخر دهه ۱۸۸۰، آیرس به عنوان نمادی از فداکاری بریتانیایی‌ها شناخته می‌شد و داستان او در مجموعه‌هایی از داستان‌های قهرمانی و الهام‌بخش برای کودکان نقل می‌شد، از جمله به عنوان اولین داستان در کتاب زیر پرچم اثر اف. جی. کراس، که در آن کراس اظهار داشت: "او همیشه سعی کرده بود بهترین کار را انجام دهد. مهربانی و محبت او به کودکان تحت مراقبتش و زندگی پاک و آرام او پیش از این که به مرگ قهرمانانه‌اش فکر شود، توسط اطرافیانش مورد توجه قرار گرفته بود. بنابراین، وقتی آزمایش بزرگ فرا رسید، او آماده بود؛ و آنچه به نظر ما فداکاری الهی می‌رسید، برای او تنها یک وظیفه ساده بود."

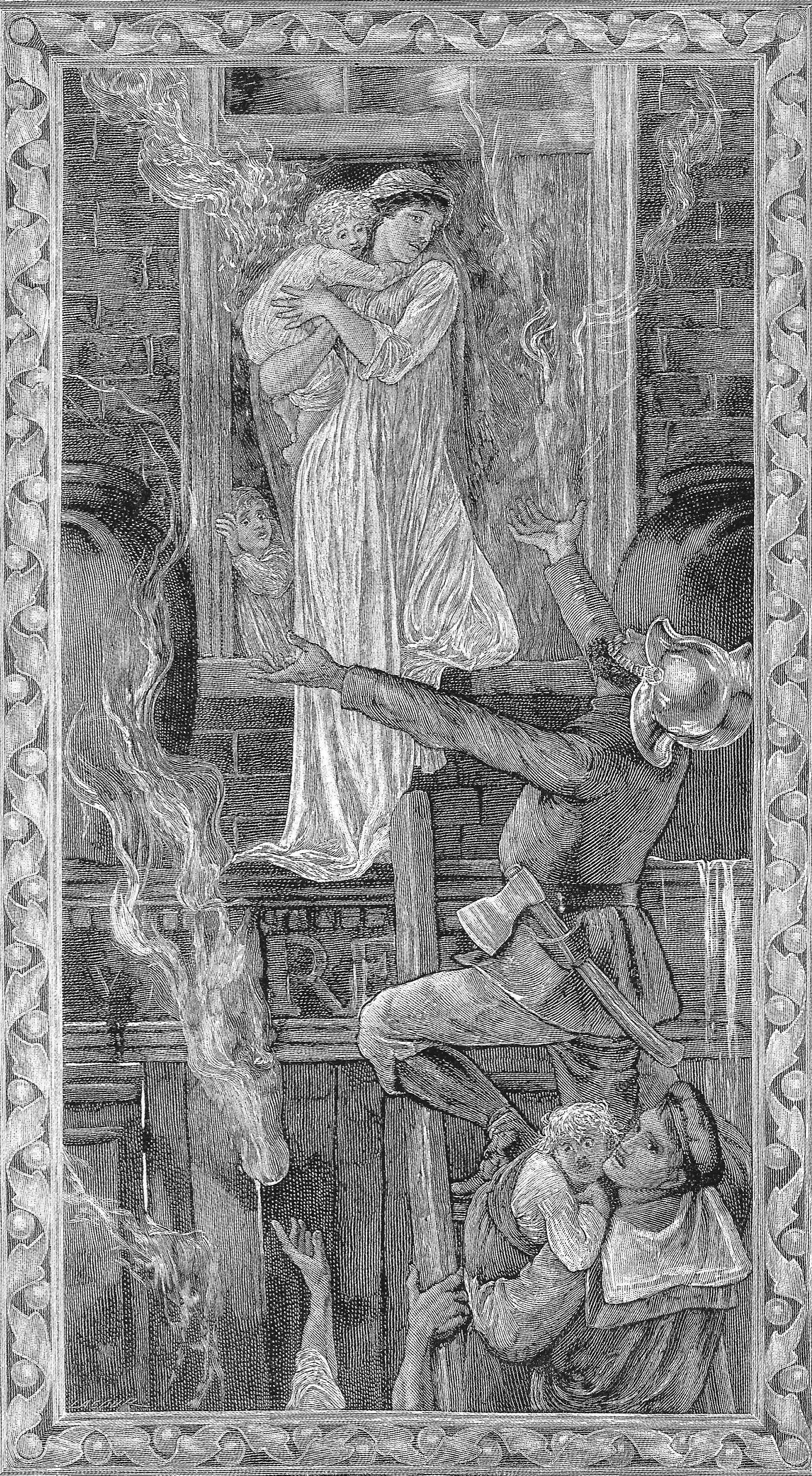
The Union Street Fire, Walter Crane

در سال ۱۸۹۰، مجموعه‌ای از پانل‌های نقاشی‌شده توسط والتر کرین در تالار صلیب سرخ اوکتاویا هیل، در فاصله ۵۰۰ متری از محل آتش‌سوزی خیابان یونیون، رونمایی شد. این پانل‌ها که الهام‌گرفته از پیشنهادات جورج فردریک واتس بودند، نمونه‌هایی از قهرمانی در زندگی روزمره را به تصویر می‌کشیدند. واتس خودش از مشارکت در این پروژه خودداری کرد، زیرا بنای یادبود پیشنهادی او قرار بود منبعی برای الهام و تأمل باشد، نه صرفاً یک یادبود، و او احساس می‌کرد که یک اثر هنری ممکن است توجه بینندگان را از مهم‌ترین عنصر این موارد، یعنی فداکاری‌های قهرمانانه افراد، منحرف کند.
اولین پانل کرین، آتش‌سوزی خیابان یونیون را به تصویر کشیده بود. این تصویر آرمان‌گرایانه، آیرس را به‌جای نجات‌دهنده، به عنوان نجات‌یافته نشان می‌داد و تصاویر مذهبی را با نمادهای سنتی قهرمانی بریتانیایی در قرن نوزدهم ترکیب می‌کرد و هیچ ارتباطی با وقایع واقعی نداشت. آیرس، با یک لباس بلند و سفید، در پنجره طبقه اول ایستاده بود و در میان شعله‌ها یک کودک کوچک را در آغوش داشت. یک آتش‌نشان روی نردبان ایستاده بود و به سمت آیرس و کودک دست دراز کرده بود؛ در همین حال، یک ملوان با لباس کامل نیروی دریایی سلطنتی کودک دوم را در آغوش داشت. اگرچه در واقعیت آیرس در طبقه بالاتری از ساختمان قرار داشت و گرمای ناشی از سوختن روغن و باروت باعث شده بود که آتش‌نشان‌ها نتوانند به ساختمان نزدیک شوند، اما با به تصویر کشیدن آیرس در کنار آتش‌نشان و ملوان، که به‌عنوان نمادهای قهرمانی و قدرت بریتانیایی شناخته می‌شدند، باعث افزایش شهرت او به عنوان یک شخصیت قهرمانی شد.

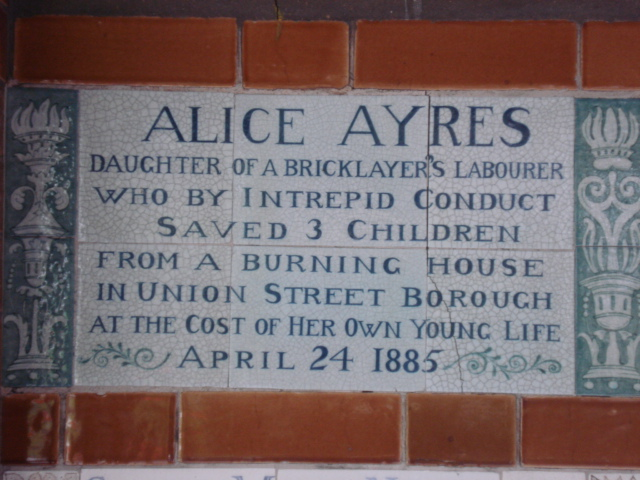
Alice Ayres's memorial tablet, designed by William De Morgan and added to the Memorial to Heroic Self-Sacrifice in 1902

لوح‌های یادبود قهرمانان فداکار به‌صورت دستی ساخته شده بودند و تولید آن‌ها هزینه‌بر بود. در زمان رونمایی از یادبود تنها چهار لوح در جای خود قرار داشتند. در سال ۱۹۰۲، ۹ لوح دیگر رونمایی شدند، از جمله لوح یادبود آلیس آیرس که واتس مدت‌ها برای آن لابی کرده بود. این لوح که توسط ویلیام د مورگان ساخته شده بود، به رنگ سبز و سفید بود و روی آن نوشته شده بود: "آلیس آیرس، دختر یک کارگر ساختمانی، که با شجاعت خود سه کودک را از یک خانه در حال سوختن در خیابان یونیون، بورو، نجات داد و در ۲۴ آوریل ۱۸۸۵ جان خود را از دست داد."

### تغییر نگرش‌ها و برداشت‌های متفاوت
اگرچه عموم مردم با مفهوم یک شخصیت قهرمانی ملی زن پس از پوشش گسترده و تحسین عمومی آشنا بودند، اما پوشش مداوم آیرس و ارتقای او به عنوان یک قهرمان ملی برای آن دوره غیرمعمول بود. آیرس یک زن کارگر و بی‌سواد بود که پس از مرگش به نوعی "تقدیس سکولار" دست یافت، در حالی که در آن زمان، با وجود به رسمیت شناختن تدریجی مشارکت‌های طبقات پایین‌تر، قهرمانان ملی معمولاً مردانی بودند که در زمینه‌های اکتشاف، نظامی، مذهبی یا علمی و مهندسی فعالیت می‌کردند.
این دوره‌ای بود که فشارهای سیاسی برای اصلاحات اجتماعی در حال افزایش بود. نسخه‌ای از آیرس که به عنوان زنی کاملاً فداکار به وظایفش به عموم ارائه شد، شخصیت آرمان‌گرایانه بریتانیایی آن زمان را تجسم می‌کرد. تصویر یک زن سخت‌کوش اما بی‌توقع که رفاه دیگران را بالاتر از خودش قرار می‌داد، دیدگاه آرمان‌گرایانه اصلاح‌طلبان اجتماعی از طبقه کارگر و دیدگاه زنان فداکار و متعهد که توسط فعالان حقوق زنان ارائه می‌شد، را تجسم می‌کرد. در مراسم رونمایی از یادبود قهرمانان فداکار، آلفرد نیوتن، اظهار داشت که این یادبود "برای جاودانه کردن اعمال قهرمانانه‌ای است که به طبقه کارگر تعلق دارد"، در حالی که جورج فردریک واتس، اگرچه در اصل با تبعیض بر اساس طبقه مخالف بود و این یادبود را به‌طور نظری برای همه طبقات باز می‌دانست، اظهار داشت که "طبقات بالاتر نیازی به یادآوری یا انگیزه‌هایی از این دست ندارند یا نباید داشته باشند." واتس هدف از ساخت این یادبود را نه به عنوان یک یادبود برای اعمال، بلکه به عنوان ابزاری برای آموزش طبقات پایین‌تر می‌دانست.
دیدگاه واتس توسط دیگرانی که به دنبال ارائه مطالب الهام‌بخش درباره قهرمانان بریتانیایی بودند، به اشتراک گذاشته شد، و نویسندگانی که درباره آیرس می‌نوشتند به‌طور سیستماتیک این واقعیت را تغییر می‌دادند که کودکان نجات‌یافته اعضای خانواده او بودند و به جای آن، آن‌ها را به عنوان کودکان کارفرمای او توصیف می‌کردند. گزارش‌های مطبوعاتی در زمان آتش‌سوزی آیرس را به‌طور مختلف به عنوان "یک پرستار کوچک"، "یک خدمتکار سخت‌کوش، صادق و فداکار"، و "یک خدمتکار کوچک فقیر" توصیف می‌کردند. علاوه بر توصیف واتس در سال ۱۸۸۷ از آیرس به عنوان "خدمتکار همه‌کاره یک مغازه روغن‌فروشی"، فصل کراس درباره آیرس در کتاب زیر پرچم با عنوان "فقط یک پرستار بچه!" نام‌گذاری شده بود، در حالی که راونزلی او را "پرستار بچه در خانواده" نامید. بارینگتون، که پنج سال پس از آتش‌سوزی در مراسم رونمایی از پانل پرایس نوشت، در یک پاورقی تأیید می‌کند که آیرس با چندلرها نسبت خانوادگی داشت، اما با این حال او را به عنوان تجسم "فضایل معمول انگلیسی — شجاعت، استقامت، و متعهد" توصیف می‌کند. 
در حالی که جورج و مری واتس و هم‌فکران اصلاح‌طلب پدرسالارانه‌شان، همراه با مطبوعات جریان اصلی بریتانیا که به‌طور کلی همدل بودند، آیرس را به عنوان یک خدمتکار فداکار و الهام‌بخش برای کارفرمایش به تصویر می‌کشیدند، دیگران دیدگاه متفاوتی داشتند. روزنامه چپ‌گرای رینولدز ویکلی نیوزپپر از کمبود حمایت دولت از خانواده آیرس به عنوان نمادی از رفتار بد با کارگران به طور کلی شکایت کرد. مجله فمینیستی پیشرو ریویو انگلیسی‌زنان از حس مادری غریزی آیرس نوشت؛ از سوی دیگر، یانگ انگلند، یک مجله داستانی کودکان با ایده‌های امپریالیستی، اظهار داشت که "در فداکاری جنسیت وجود ندارد" و آیرس را به عنوان الگویی از فداکاری به وظیفه ستود.

## سال‌های اخیر

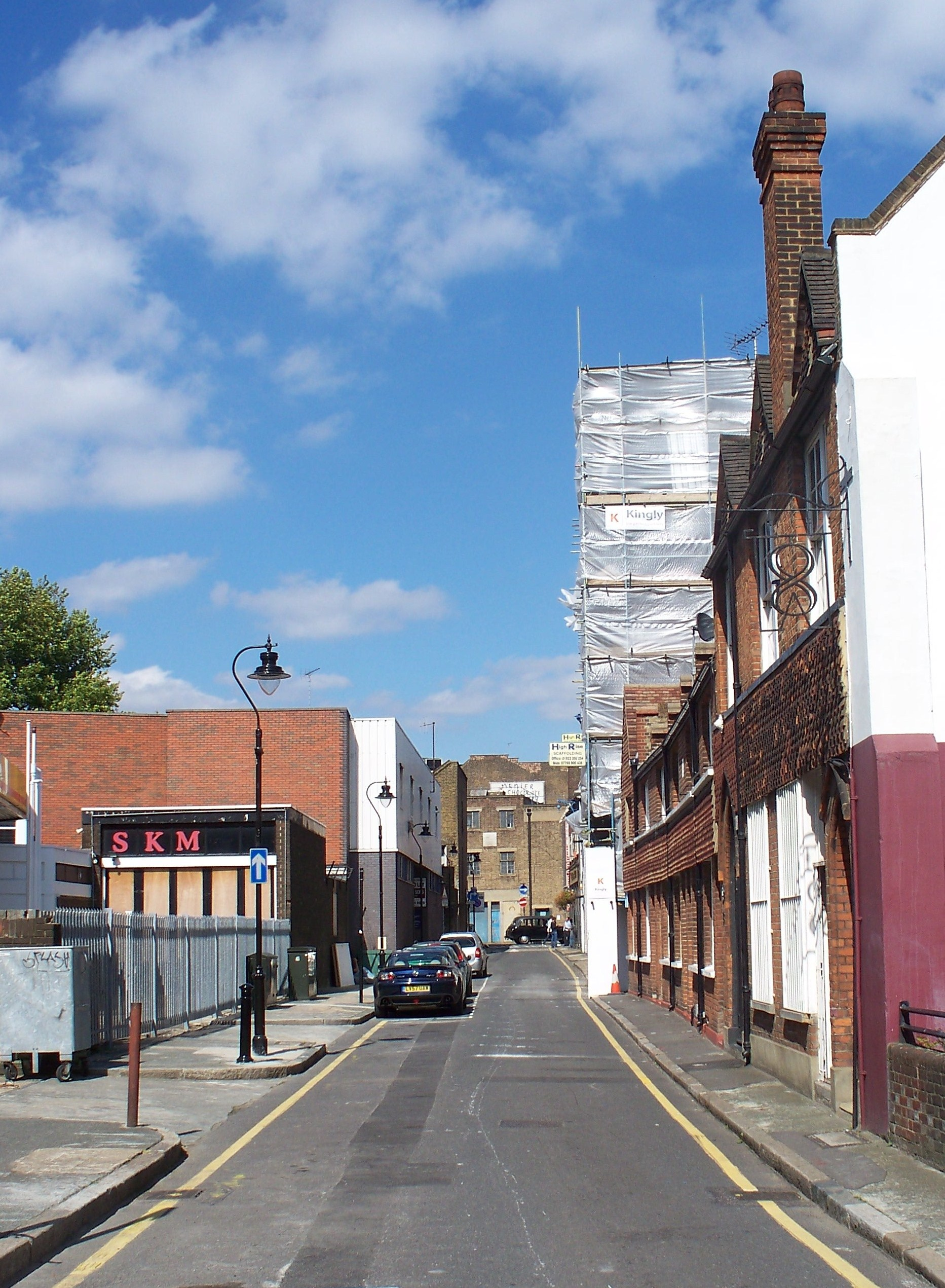
Ayres Street

در سال ۱۹۳۶، دولت جدید **حزب کارگر** در **شورای شهر لندن** نام خیابان **وایت کراس**، نزدیک به محل تالار صلیب سرخ و محل آتش‌سوزی خیابان یونیون، را به **خیابان آیرس** تغییر داد تا به آلیس آیرس ادای احترام کند، نامی که تا امروز حفظ شده است. خانه چندلرها در شماره ۱۹۴ خیابان یونیون دیگر وجود ندارد و این محل اکنون بخشی از مجتمع اداری **یونیون هاوس** است؛ درست در مقابل محل آتش‌سوزی، مقر فعلی **سازمان آتش‌نشانی لندن** قرار دارد.
==دد فرهنگ عامه==آلیس آیرس با انتشار نمایشنامه **کلوستر** اثر **پاتریک ماربر** در سال ۱۹۹۷ و فیلم **کلوستر** بر اساس آن در سال ۲۰۰۴ که برنده **جایزه بفتا** و **گلدن گلوب** شد و بازیگرانی مانند **ناتالی پورتمن**، **جولیا رابرتز**، **جود لا** و **کلایو اوون** در آن بازی کردند، دوباره مورد توجه عموم قرار گرفت. یک عنصر کلیدی داستان حول محور شخصیت اصلی می‌چرخد که هویت خود را بر اساس توصیف آیرس روی لوح یادبود در **یادبود قهرمانان فداکار** در **پارک پستمن** جعل می‌کند، و برخی از صحنه‌های فیلم در اطراف این یادبود فیلمبرداری شده‌اند.

## یادداشت و منابع
یادداشت
1. ↑  [۱]
2. ↑  The Red Cross Hall has no relationship with the International Committee of the Red Cross; it was built on Redcross Way in Southwark, as part of a number of cottages in the area planned by Hill.[۲۲].[۲۱]

منابع
1. 1 2 3 4 5  (Price 2008، ص. 57)
2. ↑  Price, John (2010). "Alice Ayres". Oxford Dictionary of National Biography (online ed.). Oxford: Oxford University Press. doi:10.1093/ref:odnb/100744. (Subscription or UK public library membership required.) (subscription or UK public library membership required)
3. 1 2 3 4  (Price 2008، ص. 62)
4. ↑  (Cross 1894، ص. 13)
5. 1 2 3  (Price 2008، ص. 58)
6. 1 2 3  "A Heroine in Humble Life". The Star (Christchurch). 3 ژوئیه 1885. p. 3.
7. 1 2  (Cross 1894، ص. 14)
8. 1 2  "Unsurpassable Bravery: A great deed recalled". Sydney Mail. 10 فوریه 1909. p. 25. Retrieved 2 December 2011.
9. 1 2 3  (Price 2008، ص. 60)
10. ↑  "Servants Who Have Died For Their Employers". The Star (Christchurch). 11 نوامبر 1899. p. 3. Retrieved 27 August 2009.
11. ↑  (Price 2008، ص. 59)
12. ↑  "Funeral of Alice Ayres". Lloyd's Weekly Newspaper. 10 مه 1885.
13. ↑  Cunningham, William (1968). The Growth of English Industry and Commerce in Modern Times. Vol. 2. Abingdon: Routledge. p. 613. ISBN 0-7146-1296-0.
14. ↑  West, E. G. (1985).  Joel Mokyr (ed.). The Economics of the Industrial Revolution. Lanham, Maryland: Rowman & Littlefield. p. 190. ISBN 0-86598-154-X.
15. 1 2  (Price 2008، ص. 65)
16. ↑  (Price 2008، ص. 66)
17. 1 2  (Price 2008، ص. 41)
18. ↑  "Mrs Ashley's Entertainment". The Era. 13 ژوئن 1885.
19. ↑  Andrews, William (1888). North Country Poets: Poems and biographies of natives or residents of Northumberland, Cumberland, Westmoreland, Durham, Lancashire and Yorkshire. London: Simpkin, Marshall, & Co. p. 57. OCLC 37163256.
20. 1 2 3  Price, John (2007). "Heroism in Everyday Life: the Watts Memorial for Heroic Self Sacrifice". History Workshop Journal. Oxford: Oxford University Press. 63 (63): 254–278. doi:10.1093/hwj/dbm013. ISSN 1363-3554.
21. 1 2  (Price 2008، ص. 39)
22. ↑  "Religion and Temperance". Brisbane Courier. 7 فوریه 1891. p. 6. Retrieved 27 August 2009.
23. ↑  (Barrington 1896، ص. 313)</ name="Cross13" /><ref name="Rawnsley">Rawnsley, H. D. (1896). Ballads of Brave Deeds. London: J. M. Dent. OCLC 9725182.
24. ↑  (Price 2008، ص. 22)
25. ↑  Perry, Lara (2006). History's Beauties. Aldershot: Ashgate Publishing. p. 163. ISBN 0-7546-3081-1. OCLC 60697164.
26. ↑  (Price 2008، ص. 68)
27. 1 2  (Price 2008، ص. 69)
28. ↑  "Heroism of a Servant Girl". Tuapeka Times. 24 ژوئن 1885. p. 5. Retrieved 27 August 2009.
29. ↑  George Frederic Watts (5 سپتامبر 1887). "Another Jubilee Suggestion". Letters to the Editor. The Times. London. col B, p. 14.
30. ↑  "London Fire Brigade Headquarters" (PDF). London Fire Brigade. Archived from the original (PDF) on 20 September 2009. Retrieved 27 August 2009.
31. ↑  Innes, Christopher (2002). Modern British Drama (2 ed.). Cambridge: Cambridge University Press. p. 432. ISBN 0-521-01675-4. OCLC 216904040.
32. ↑  Burgess, Kaya (12 ژوئن 2009). "Leigh Pitt, who died saving boy, added to 'everyday heroes' memorial". The Times. London.[پیوند مرده]
33. ↑  "London's 10 best picnic spots". thelondonpaper. News International. 22 مه 2009. Archived from the original on 3 June 2009. Retrieved 18 August 2009.
34. ↑  (Price 2008، ص. 11)

Bibliography
- Barrington, Russell (Mrs) (1896). A Retrospect and Other Articles. London: Osgood, McIlvaine & Co. OCLC 265434178.
- Cross, F. J. (1894). Beneath the Banner: Being narratives of noble lives and brave deeds. London: Cassell and Company. OCLC 266994986.
- Price, John (2014). Everyday Heroism: Victorian Constructions of the Heroic Civilian. London: Bloomsbury. ISBN 978-1-4411-0665-0.
- Price, John (2008). Postman's Park: G. F. Watts's Memorial to Heroic Self-sacrifice. Studies in the Art of George Frederic Watts. Vol. 2. Compton, Surrey: Watts Gallery. ISBN 978-0-9561022-1-8.